# Côtes-de-gascogne
Le côtes-de-gascogne est un vin français d'indication géographique protégée (IGP), remplaçant depuis 2009 le vin de pays des côtes de Gascogne, des côtes de Montestruc et des côtes du Condomois.
C'est l'une des IGP du vignoble du Sud-Ouest, produite sur le même territoire que l'armagnac, c'est-à-dire principalement dans le département du Gers, mais aussi des Landes et du Lot-et-Garonne. Les vins produits sont majoritairement des blancs, complétés par des rouges et des rosés.

## Histoire
Si la vigne est représentée sur les mosaïques de la villa gallo-romaine de Séviac (près de Montréal-du-Gers), datant du Bas-Empire romain, rien ne permet de dater les débuts de la viticulture en Armagnac avant le Moyen Âge.

Mosaïques de la villa gallo-romaine de Séviac montrant des grappes et des feuilles de vigne
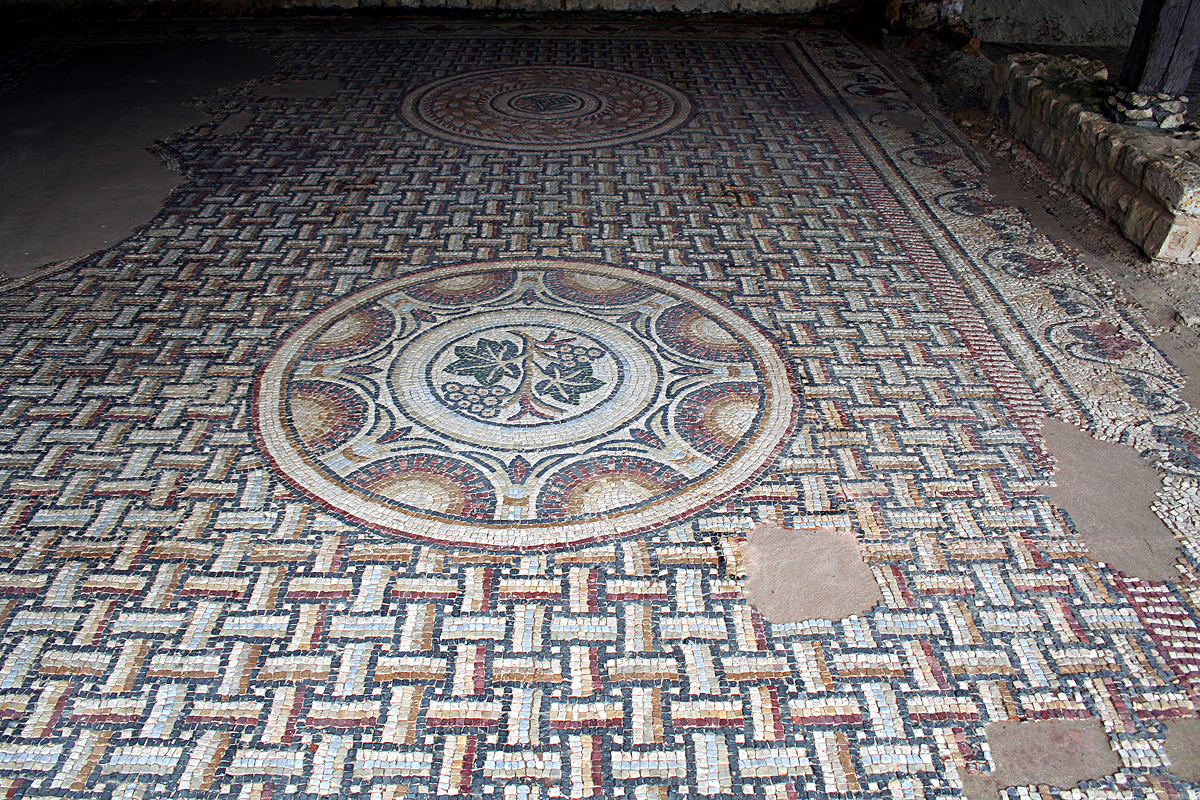
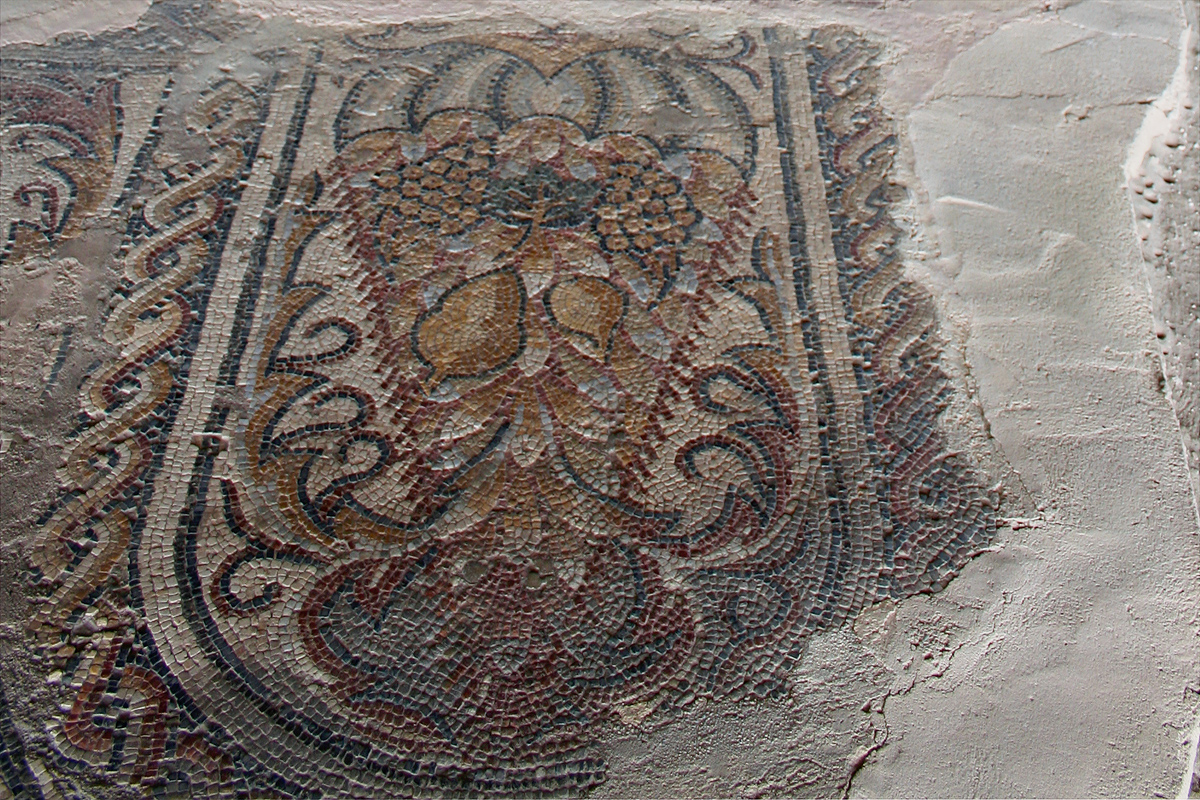
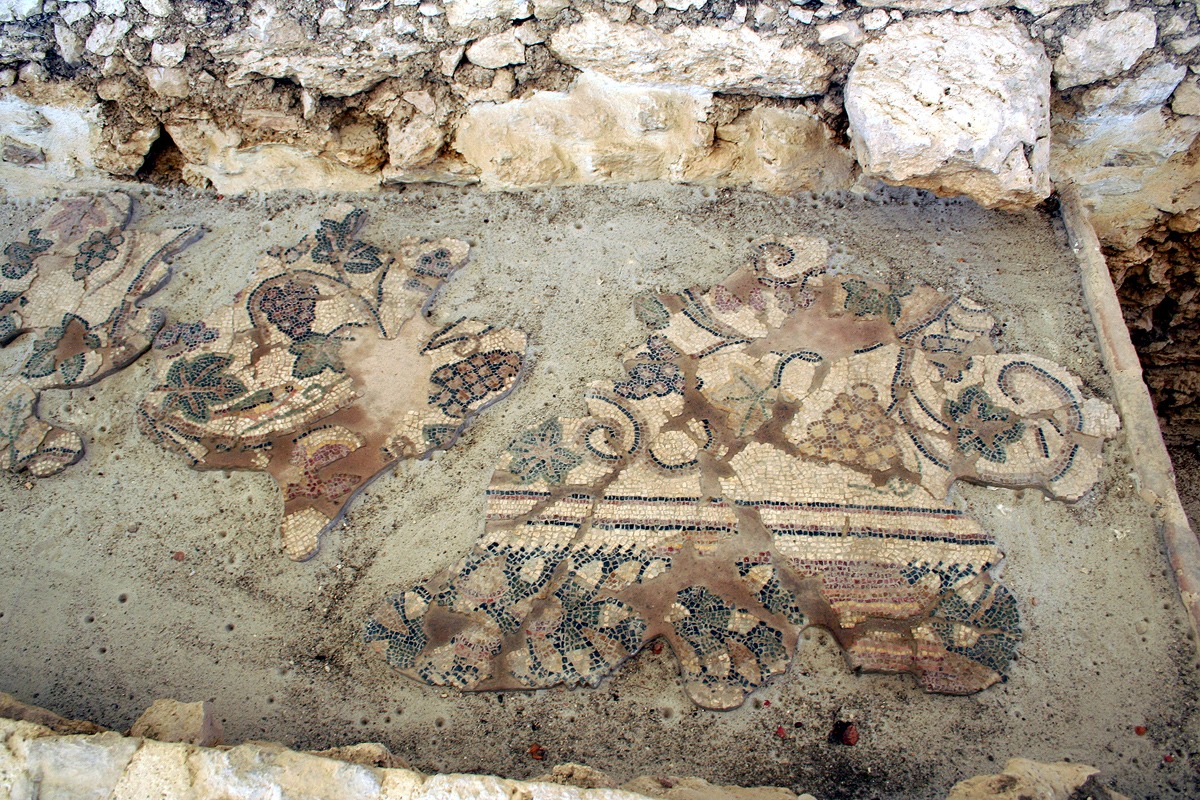

### Vin de pays du Gers
Le décret du 13 septembre 1968 donne naissance aux vins de pays en les distinguant des vins de table et en y ajoutant obligatoirement le nom du département, d'où l'apparition du « vin de pays du Gers ». En 1973, un décret y rajoute quelques contraintes (notamment des rendements limités à 100 hl/ha).

### Vin de pays des côtes de Gascogne
Le nom de « vin de pays du Gers » est remplacé en 1974 par celui de « vin de pays des côtes de Gascogne », autorisé à être produit sur l'ensemble du département du Gers. Le syndicat des producteurs de vins des Côtes de Gascogne est créé le 15 mai 1979 ; le décret fournissant les conditions de production pour l'obtention de l'agrément « vins de pays des côtes de Gascogne » date du 25 janvier 1982, suivi de celui du vin de pays du comté Tolosan (s'étendant sur onze départements, dont le Gers), du vin de pays des côtes du Condomois (produit autour de la ville de Condom, dans le Nord-Ouest du Gers) et du vin de pays des côtes de Montestruc (produit autour du village de Montestruc-sur-Gers, dans le Nord du Gers).
À la suite de la forte baisse des ventes d'armagnac, de nombreuses exploitations spécialisées dans la fabrication du vin léger et de faible qualité destiné à être distillé pour l'élaboration de cette eau-de-vie ont cherché à se diversifier voir à se reconvertir dans la production de vin de pays des années 1970 à 2000. Les exploitants ont alors soit utilisé leurs plants d'ugni blanc et de folle blanche (les cépages utilisés pour l'armagnac, très productifs mais peu aromatiques), soit arraché tout ou partie de leurs vignes pour replanter avec des cépages locaux plus expressifs (colombard et tannat) ou avec des cépages plus connus internationalement : sauvignon, merlot, cabernet sauvignon et dans une moindre mesure chardonnay.

### IGP côtes-de-gascogne
Depuis le 1er août 2009, le côtes-de-gascogne a été enregistré en tant qu'indication géographique protégée (signe officiel européen d’identification de l’origine et de la qualité) de zone, en compagnie de l'IGP départementale gers et de l'IGP régionale comté-tolosan. Ces vins de pays peuvent désormais porter sur leur étiquette, juste après leur nom, la mention indication géographique protégée, qui permet de protéger et de certifier une provenance. Le cahier des charges spécifique à l'appellation Côtes de Gascogne a été homologué en octobre 2011, avec notamment une reconnaissance des vins blancs issus de raisins surmûris (à la demande du syndicat des producteurs).
Aujourd'hui, deux tiers de la surface du vignoble armagnacais (13 000 hectares) sont consacrés à la production des vins des côtes de Gascogne, mais la production d'IGP est concurrencée par celles des vins sans indication géographique (VSIG, les anciens vins de table) encore moins contraignante (on n'impose pas aux VSIG de limite de rendement),.

## Vignoble

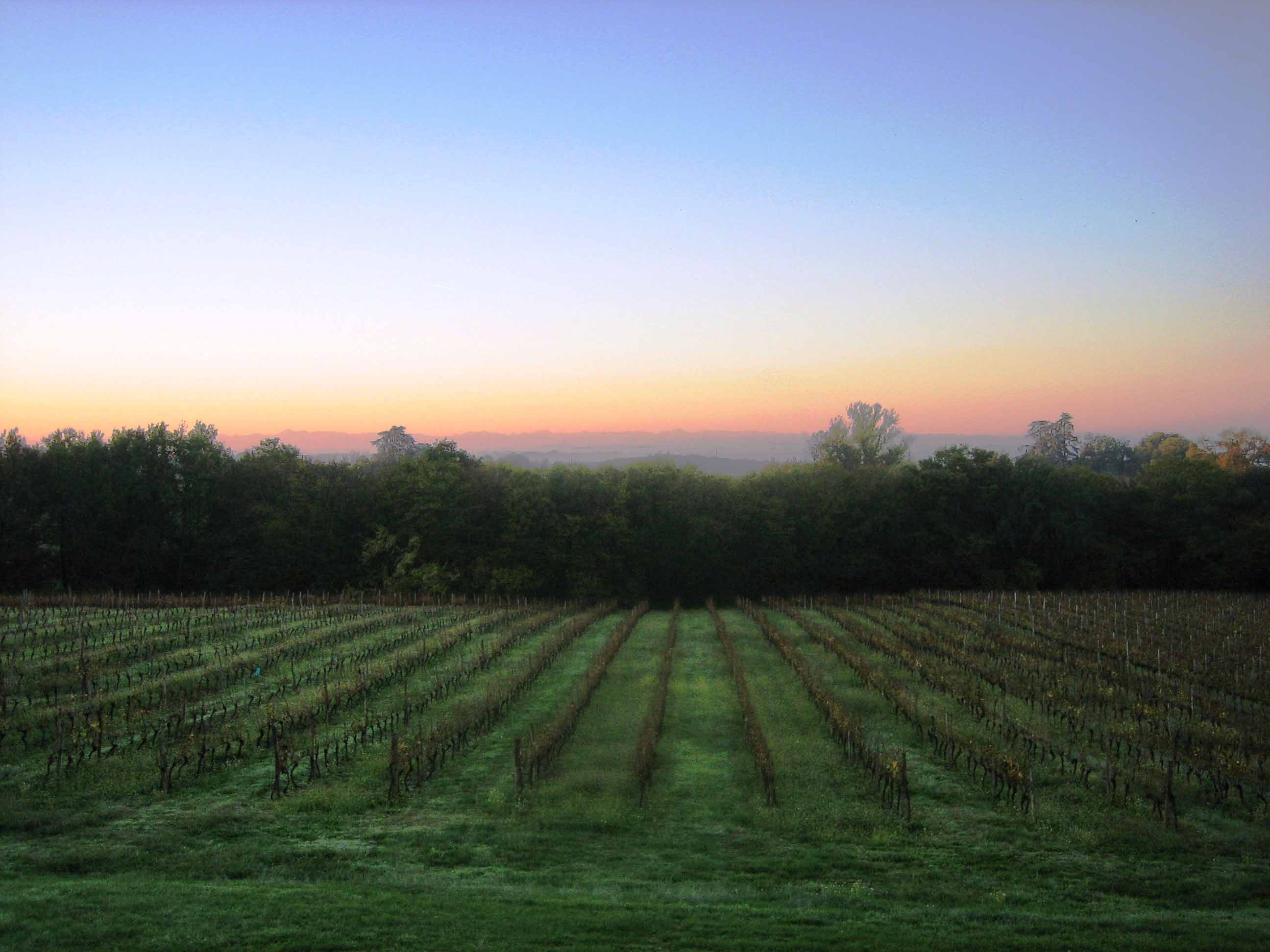
Vignoble à Castelnau-d'Auzan en novembre.

L'aire autorisée à produire l'IGP côtes-de-gascogne s'étend sur trois départements, principalement sur celui du Gers, dont toutes les communes sont autorisées à produire du côtes-de-gascogne. Presque deux tiers des vignes, soit 11 700 hectares (en 2011, le Gers comptait au total 17 800 hectares de vignes, dont 1 700 hectares en Appellation d'origine contrôlée), y sont consacrées à la production de côtes-de-gascogne, mais les surfaces de ce département consacrées à la viticulture sont presque uniquement sur sa moitié occidentale, notamment les cantons de Cazaubon, de Condom, d'Eauze, de Fleurance, de Jegun, de Lectoure, de Montesquiou, de Montréal, de Nogaro, de Riscle, de Plaisance, d'Aignan, de Valence-sur-Baïse et de Vic-Fezensac.
Les Landes et le Lot-et-Garonne sont les deux autres départements producteurs, mais seulement sur leurs zones frontalières avec le Gers, sur une aire de production un peu plus restreinte que celle de l'armagnac. Dans les Landes, les 25 communes suivantes sont concernées : Aire-sur-l'Adour, Arthez-d'Armagnac, Betbezer-d'Armagnac, Bourdalat, Castandet, Cazères-sur-l'Adour, Créon-d'Armagnac, Escalans, Le Frêche, Gabarret, Hontanx, Labastide-d'Armagnac, Lacquy, Lagrange, Lussagnet, Mauvezin-d'Armagnac, Montégut, Parleboscq, Perquie, Sainte-Foy, Saint-Gein, Saint-Julien-d'Armagnac, Saint-Justin, Le Vignau et Villeneuve-de-Marsan.
Dans le Lot-et-Garonne, il s'agit de 14 communes : Andiran, Fieux, Francescas, Fréchou, Lannes, Lasserre, Mézin, Moncrabeau, Nérac, Poudenas, Réaup-Lisse, Sainte-Maure-de-Peyriac, Saint-Pé-Saint-Simon et Sos.

### Climatologie
La Gascogne bénéficie d'un climat océanique (les précipitations sont réparties toute l'année) avec des influences méditerranéennes (l'hiver reste doux, l'été est chaud avec des orages violents) et continentales (baisse des précipitations vers l'est). Le vent d'ouest apporte de l'humidité, le vent d'est (vent d'autan) de la chaleur. Les nuances climatiques sont marquées dans l'aire de production entre la partie occidentale (le Bas-Armagnac) qui est plus humide et la partie orientale (Condomois et Haut-Armagnac) qui est plus sèche.
La station météo de Mont-de-Marsan (à 40 mètres d'altitude) se trouve en bordure occidentale de la zone de production (à proximité du Bas-Armagnac). Ses valeurs climatiques de 1961 à 1990 sont :
| Mois                              | jan. | fév. | mars | avril | mai  | juin | jui. | août | sep. | oct. | nov. | déc. | année |
| --------------------------------- | ---- | ---- | ---- | ----- | ---- | ---- | ---- | ---- | ---- | ---- | ---- | ---- | ----- |
| Température minimale moyenne (°C) | 1,3  | 2,1  | 3,1  | 5,8   | 9,2  | 12,2 | 14,3 | 14   | 11,6 | 8,3  | 4,2  | 1,9  | 7,3   |
| Température moyenne (°C)          | 5,8  | 7,1  | 8,9  | 11,4  | 14,9 | 18,1 | 20,7 | 20,2 | 18,1 | 14,1 | 9    | 6,2  | 12,9  |
| Température maximale moyenne (°C) | 10,2 | 12   | 14,6 | 17,1  | 20,6 | 24   | 27,1 | 26,5 | 24,7 | 19,8 | 13,8 | 10,4 | 18,4  |
| Nombre de jours avec gel          | 11,5 | 9,6  | 8,9  | 2,7   | 0,2  | 0    | 0    | 0    | 0,1  | 1,1  | 6,1  | 11,5 | 51,7  |
| Ensoleillement (h)                | 89   | 107  | 161  | 173   | 199  | 217  | 252  | 223  | 199  | 153  | 100  | 80   | 1 953 |
| Précipitations (mm)               | 93,6 | 90   | 77,1 | 81,3  | 93,4 | 62,8 | 49,5 | 66,7 | 66,6 | 84,1 | 90,8 | 91,8 | 947,7 |
| Nombre de jours avec neige        | 1,2  | 1,2  | 0,5  | 0,1   | 0    | 0    | 0    | 0    | 0    | 0    | 0,4  | 0,9  | 4,3   |
| Nombre de jours d'orage           | 0,9  | 0,9  | 1,3  | 2,5   | 5,4  | 5,1  | 5,6  | 6,1  | 3,8  | 1,6  | 1    | 0,6  | 34,8  |

| Diagramme climatique                                  |         |             |             |             |            |              |            |              |             |             |             |
| J                                                     | F       | M           | A           | M           | J          | J            | A          | S            | O           | N           | D           |
| 10,21,393,6                                           | 122,190 | 14,63,177,1 | 17,15,881,3 | 20,69,293,4 | 2412,262,8 | 27,114,349,5 | 26,51466,7 | 24,711,666,6 | 19,88,384,1 | 13,84,290,8 | 10,41,991,8 |
| Moyennes : • Temp. maxi et mini °C • Précipitation mm |         |             |             |             |            |              |            |              |             |             |             |

La station de Mont-de-Marsan subit en moyenne 51,7 jours de gel par an, dont près de la moitié concentrée sur décembre et janvier, mais un gel tardif d'avril peut détruire les bourgeons comme cela s'est produit le 7 avril 2008. La neige est rare (un jour en moyenne en janvier puis en février). Les orages frappent du mois de mai jusqu'au début de septembre (à raison de cinq à six jours par mois en moyenne), apportant quelquefois de la grêle qui peut ravager les vignes. Ces moyennes météorologiques connaissent des variations annuelles, qui ont une influence sur l'état des vignes, sur les rendements et donc sur le volume de production.
La station météo d'Auch se trouve dans la partie orientale de la zone de production, dans le Haut-Armagnac. Ses valeurs climatiques sont :
| Mois                              | jan. | fév. | mars | avril | mai  | juin | jui. | août | sep. | oct. | nov. | déc. | année |
| --------------------------------- | ---- | ---- | ---- | ----- | ---- | ---- | ---- | ---- | ---- | ---- | ---- | ---- | ----- |
| Température minimale moyenne (°C) | 1,5  | 1,7  | 3,9  | 6,2   | 10   | 13,4 | 15,2 | 14,9 | 12   | 9,1  | 4,8  | 2,1  | 7,9   |
| Température maximale moyenne (°C) | 10,2 | 11,8 | 15,1 | 17,6  | 21,5 | 25,3 | 27,9 | 27,9 | 24,9 | 19,9 | 13,7 | 10,4 | 18,9  |
| Ensoleillement (h)                | 92   | 111  | 168  | 177   | 197  | 210  | 235  | 224  | 197  | 145  | 95   | 79   | 1 929 |
| Précipitations (mm)               | 58   | 50   | 51   | 66    | 68   | 57   | 53   | 62   | 53   | 62   | 60   | 59   | 697,7 |

| Diagramme climatique                                  |           |           |           |          |            |            |            |          |           |           |           |
| J                                                     | F         | M         | A         | M        | J          | J          | A          | S        | O         | N         | D         |
| 10,21,558                                             | 11,81,750 | 15,13,951 | 17,66,266 | 21,51068 | 25,313,457 | 27,915,253 | 27,914,962 | 24,91253 | 19,99,162 | 13,74,860 | 10,42,159 |
| Moyennes : • Temp. maxi et mini °C • Précipitation mm |           |           |           |          |            |            |            |          |           |           |           |

### Géologie et orographie
L'aire de production du vin des côtes de Gascogne comporte trois zones géographiques avec des caractéristiques géologiques différentes : le Bas-Armagnac, la Condomois et le Haut-Armagnac. Les trois sont implantés sur le cône de déjection de Lannemezan, cône formé des débris (argiles, sables et galets) arrachés par l'érosion aux Pyrénées. L'ensemble est très vallonné, les vallées presque parallèles présentant un profil dissymétrique caractéristique de la Gascogne : le versant de rive droite, exposé aux vents d'ouest, est court et abrupt, tandis que le versant gauche est relativement long et en pente douce.
Le Bas-Armagnac ou « Armagnac noir » car un peu boisé, se situe à l'ouest de l'Armagnac, à cheval sur l'Ouest du Gers (autour de Nogaro et d'Eauze) et le Sud-Est des Landes (près de Villeneuve-de-Marsan). Le relief y est constitué de coteaux aux pentes faibles découpés par les vallées de la Douze et du Midou (ou Midour) qui coulent vers le nord-ouest (pour se jeter dans l'Adour). Le sous-sol est composé de formations de la fin du Tertiaire, avec en sommet quelques lambeaux de glaise bigarrée du Tortonien (Miocène supérieur) recouvrant la principale formation dite des sables fauves, c'est-à-dire des sables argileux (kaolinite), ferrugineux, roux à orangés et très micacés du Serravallien (Miocène moyen) formant une épaisse couche (jusqu'à 35 mètres). Le sol qui en résulte est argilo-sableux, localement appelé boulbène. Quant aux pentes des coteaux, elles sont formées de molasses, qui sont des argiles plus ou moins carbonatées ou sableuses datant du Chattien au Burdigalien (Oligo-Miocène). Les terrasses fluviales (du Riss) et les fonds de vallée (de l'Holocène) ne sont pas plantés de vignes,.
Le Condomois ou « Ténarèze » s'étend à cheval sur le Nord du Gers (autour de Condom) et le sud du Lot-et-Garonne. Le paysage est découpé par les vallées de la Gélise, de l'Auzoue, de l'Osse, de la Baïse et de l'Auvignon, qui coulent vers le nord (pour se jeter dans la Garonne). Les hauteurs entre ces vallées sont constituées de formations argilo-calcaires (successions de marnes et de bancs de calcaire terreux avec des lentilles sableuses) dites de Gondrin et de Herret datant du Burdigalien (Miocène inférieur), parfois surmontés de dépôts mêlés de débris calcaires. Ce sous-sol donne des sols variés, argilo-calcaires peu profond de rendzine (appelé localement les « peyrusquets ») ou plus épais (les « terreforts »), ou vers l'ouest argilo-sableux (les « boulbènes »). Les versants des coteaux sont formés de molasses donnant des sols argileux avec galets,.
Le Haut-Armagnac est à l'est de la zone de production, il est dit « Armagnac blanc » à cause des collines composées de calcaires marneux, surmontés de boulbènes très argileuses avec des galets (sols difficiles à travailler, proche des terreforts), les versants des coteaux étant surtout composés de molasses.

### Encépagement

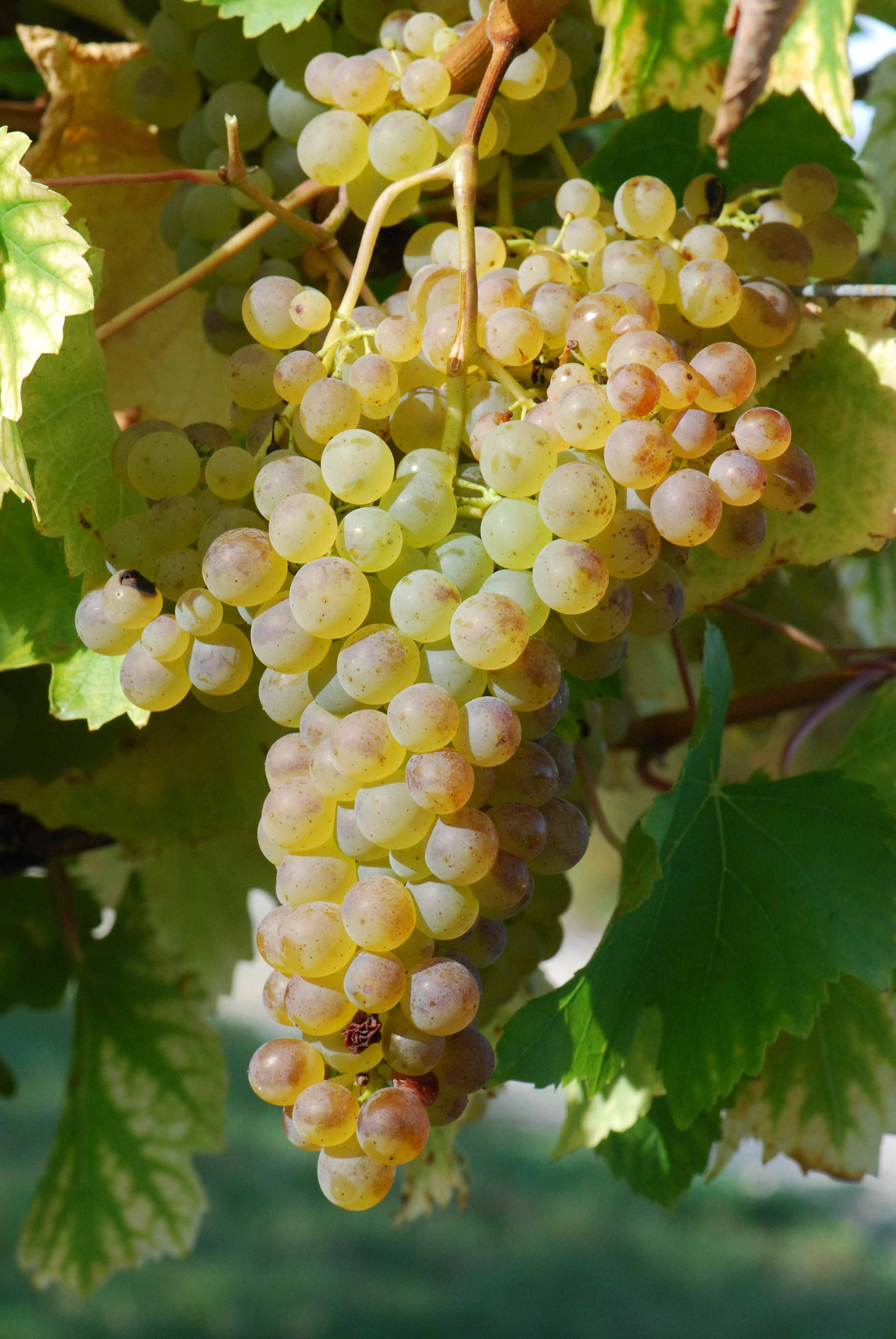
grappe de colombard, le principal cépage blanc cultivé sur l'aire de production des côtes de Gascogne.

Comme pour tous les IGP, la liste des cépages autorisés est assez longue, ici avec un total de 42. Pour les vins blancs, il s'agit surtout des cépages suivants :  le colombard B, le gros manseng B, le petit manseng B, le sauvignon B, l'ugni blanc B, le chardonnay B, le sauvignon gris G. Et à la marge, l'arrufiac B, le baroque B,  le chasan B, le chenin B, la clairette B, la clairette rose Rs, le courbu B, le petit courbu B, la folle blanche B, le listan B, le pinot gris G, le mauzac B, le Mauzac rose Rs, la muscadelle B, l'ondenc B, le perdéa B, le raffiat de Moncade B, le sémillon B, et le viognier B.
Les vins rouges peuvent être faits avec :  le merlot N, le tannat N, le cabernet franc N, le cabernet sauvignon N, le côt N, le manseng noir N, le pinot noir N, la syrah N, le courbu noir N, l'egiodola N, le fer N, le gamay N, le gamay de Bouze N, le gamay de Chaudenay N, le jurançon noir N,  et le marselan N. Pour les vins rosés, le producteur peut utiliser tous les cépages ouvrant droit à la dénomination Côtes de Gascogne pour les vins rouges ainsi que les cépages blancs suivants : colombard B, gros manseng B et ugni blanc B, sans que ces derniers n'excèdent ensemble ou individuellement 20 % des surfaces revendiquées séparément en rosés.
Les cépages les plus cultivés sont en blanc le colombard, l'ugni blanc, le gros manseng et le sauvignon, tandis qu'en rouge c'est le tannat, le merlot et le cabernet sauvignon,.

Principaux cépages blancs (avec le colombard)
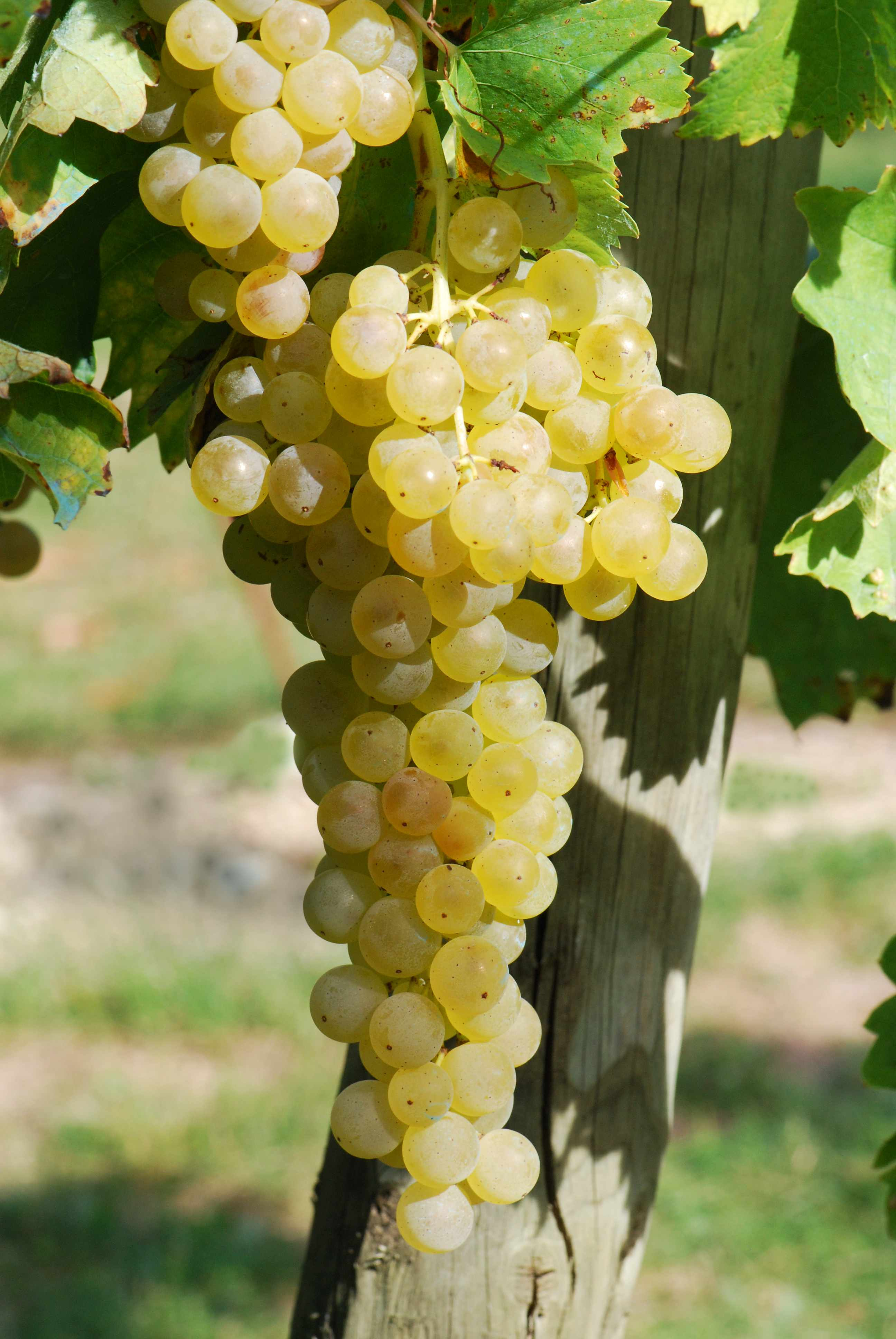
Grappe d'ugni blanc.
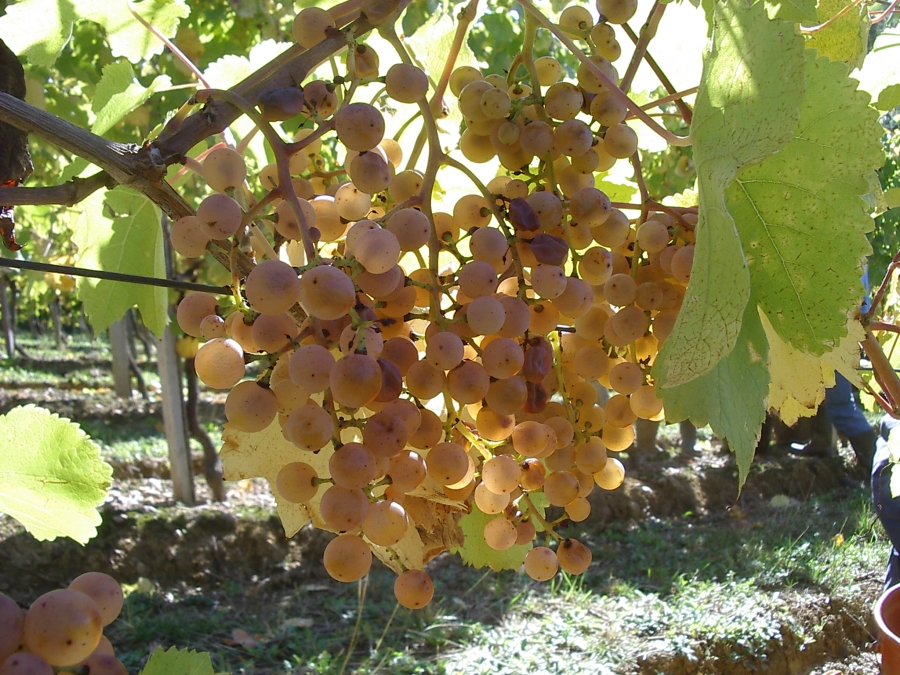
Grappes de petit manseng.
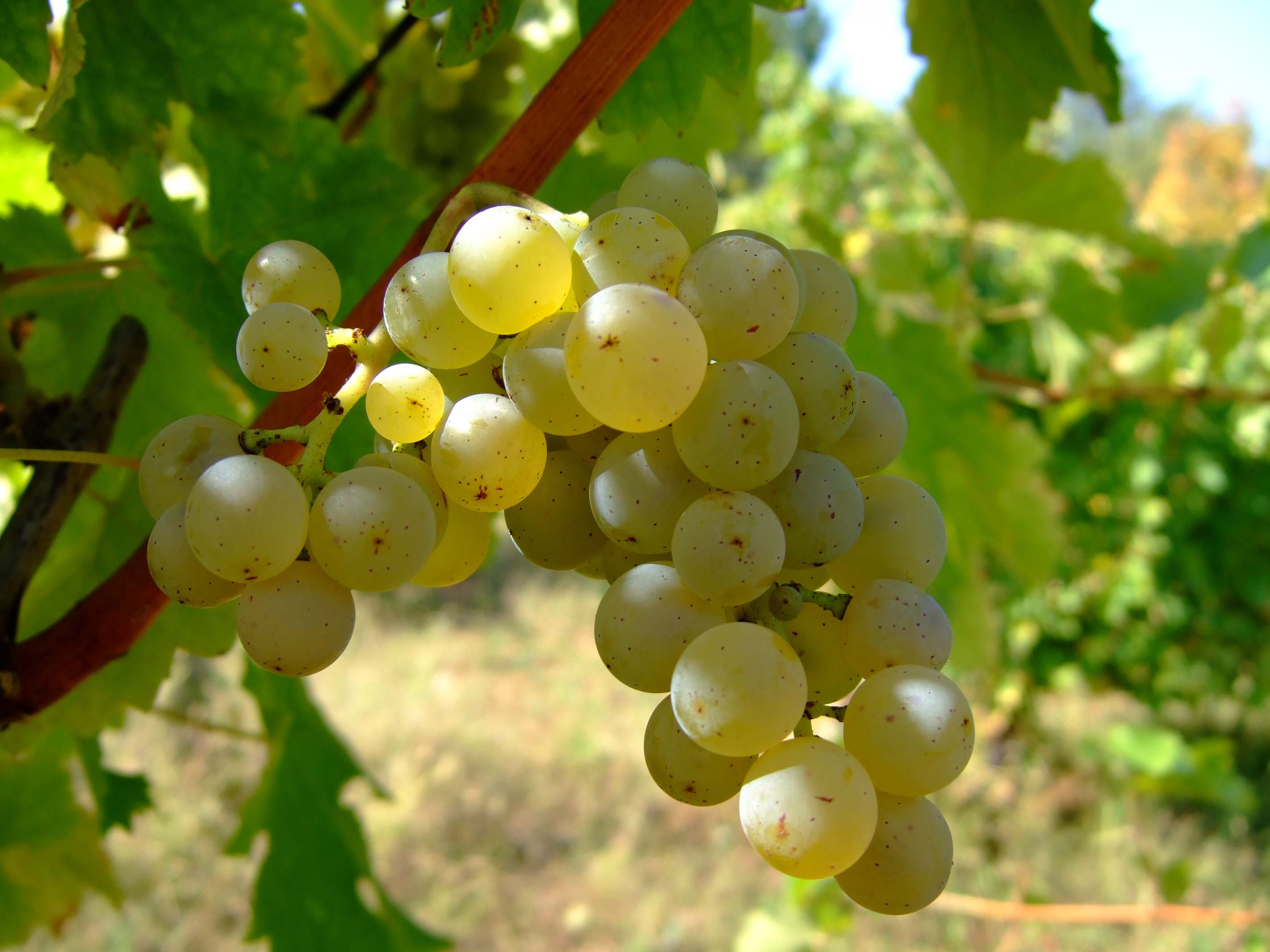
Grappe de sauvignon.

Principaux cépages noirs
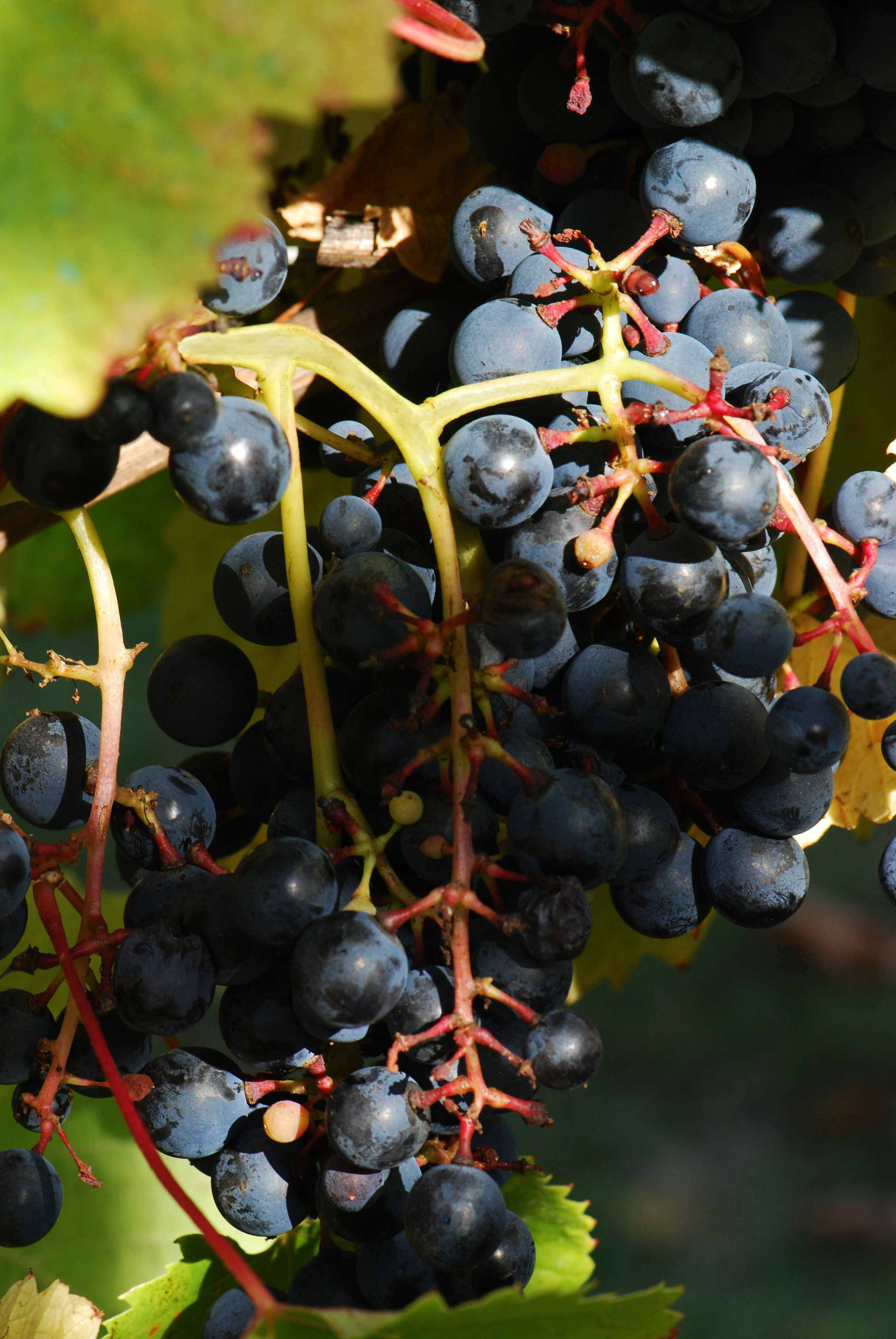
Grappe de tannat.
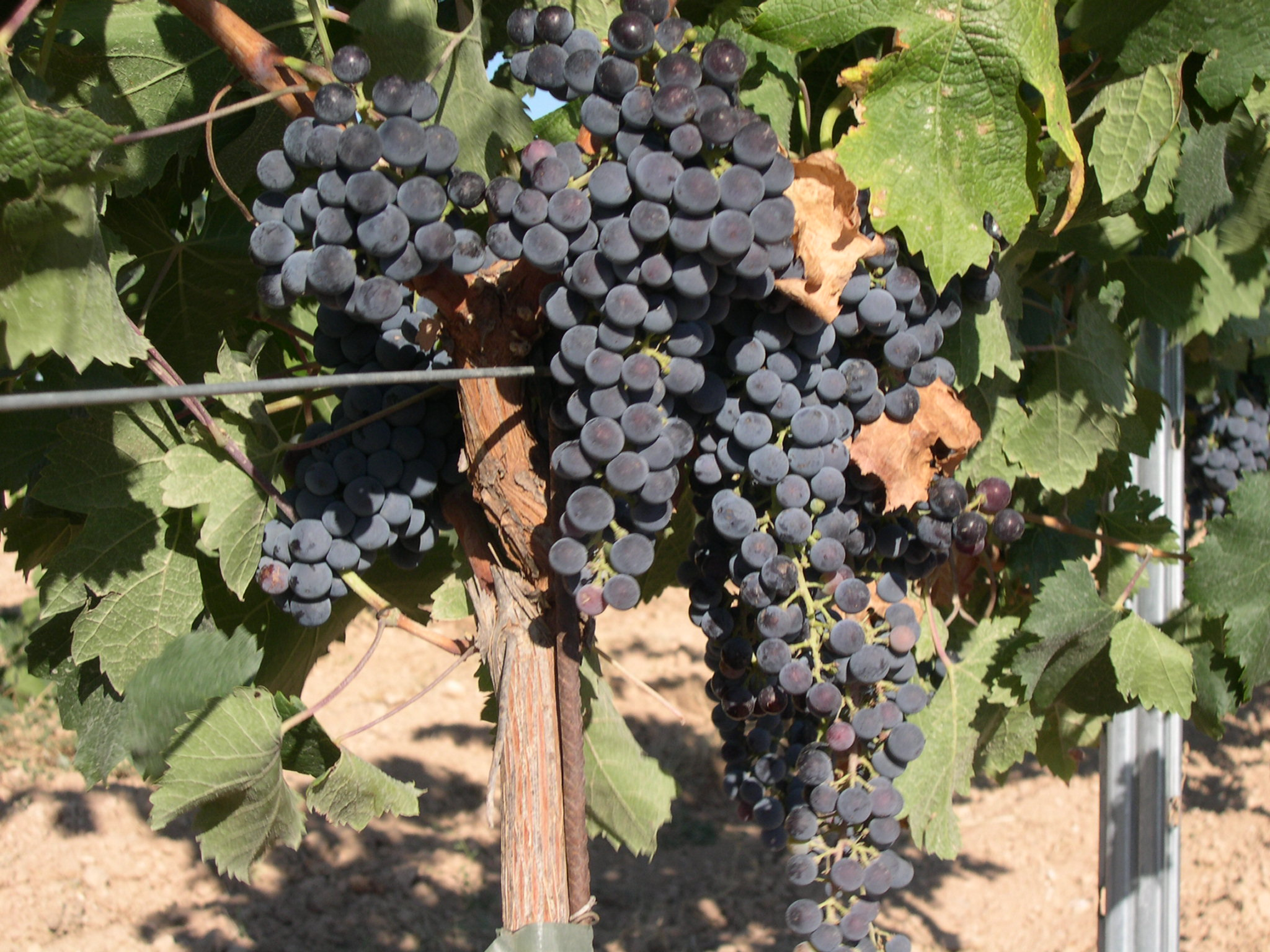
Grappes de merlot.
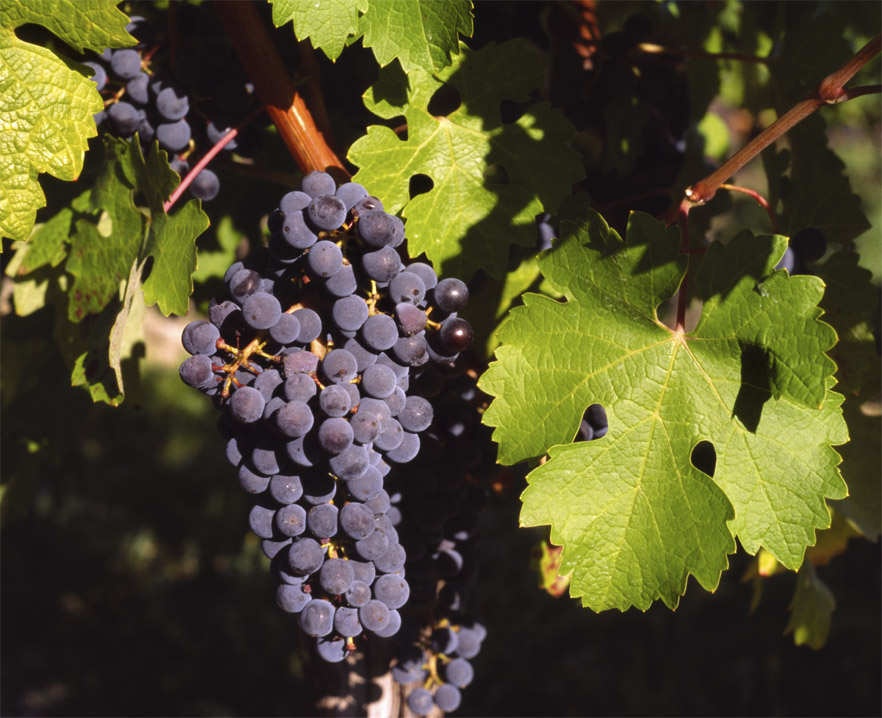
Grappe et feuilles de cabernet sauvignon.

### Pratiques culturales
L'habitude est de cultiver la vigne à faible densité (pour faciliter le passage des machines agricoles), avec une taille longue (augmentant le rendement) tout en maintenant une bonne aération du feuillage (pour limiter les maladies cryptogamiques : le mildiou, l'oïdium, le black rot ou l'esca).
Depuis le 1er août 2009, le côtes-de-gascogne a été enregistré en tant qu'indication géographique protégée (IGP), et comme toutes les IGP, les conditions de production et les normes sont définies par un cahier des charges (zone de production, cépages, vinification, rendements, normes analytiques…). En complément des vérifications documentaires, toute IGP côtes-de-gascogne est contrôlée gustativement par un organisme de défense et de gestion (ODG) qui s’appuie sur un panel d’experts formé au préalable. Le syndicat des Côtes de Gascogne, installé à Eauze, fait partie de ces ODG et a donc pour mission essentielle de garantir un minimum de qualité sur l'ensemble de la production de côtes-de-gascogne.

### Vendanges
Les vendanges sont essentiellement réalisées avec une machine à vendanger.
Selon le cahier des charges, le rendement des vignes destinées à la production de l'IGP est plafonné à un maximum de 120 hectolitres par hectare. Les producteurs d'IGP ont souvent l'habitude de faire de gros rendements : la moyenne dans le Gers a été pour les IGP et VSIG de 97,5 hl/ha en 2010 et de 124,4 hl/ha en 2011 (à comparer avec les rendements en AOC gersoises : 55,7 en 2010 et 56,8 en 2011).

## Vins
L'IGP côtes-de-gascogne ne concerne que des vins tranquilles (c'est-à-dire non-effervescents), essentiellement des vins blancs complétés par des vins rouges et vins rosés. Les vins effervescents produits par les mêmes producteurs sont classés sous l'IGP départementale gers ou l'IGP régionale comté-tolosan avec la mention « mousseux de qualité », en blanc, rosé ou rouge. La production de vins de raisins surmûris est autorisée, mais la mention « vendanges tardives » est interdite.
Depuis 2011, le nom de l'IGP côtes-de-gascogne peut être complété par :
- la mention d'un ou plusieurs cépages ;
- la mention « primeur » ou « nouveau » ;
- le nom de l'unité géographique plus restreinte « Condomois »[39].

### Vinification

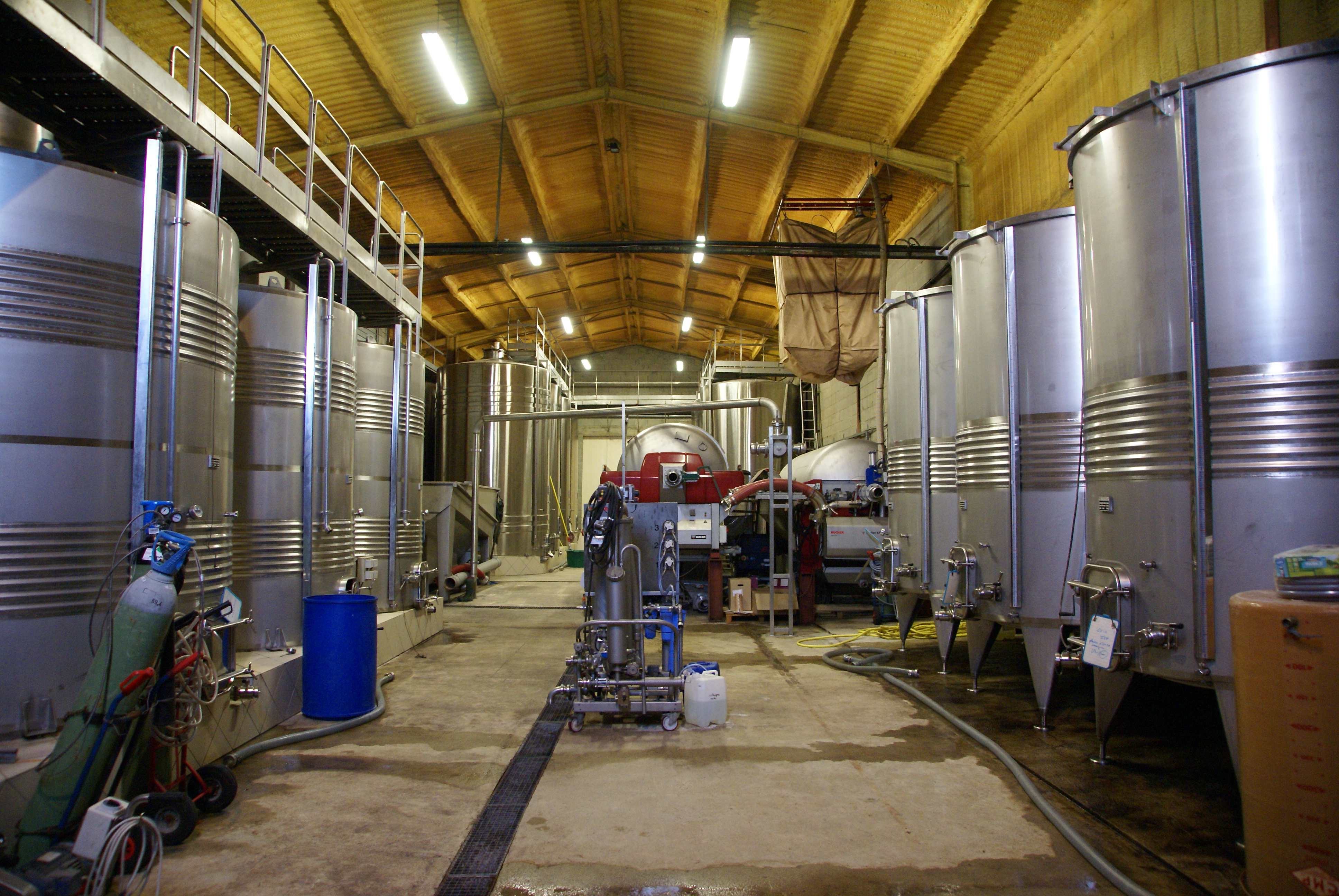
Cuvier du domaine Fortunet à Lanne-Soubiran, avec au milieu un système de filtrage et derrière deux pressoirs pneumatiques.

Une fois arrivée au chais, la récolte est pressée pour séparer le moût du marc de raisin (pressurage), les chais les plus modernes disposant de pressoirs pneumatiques sous azote, pour éviter au maximum l'oxydation du jus. Le moût est mis en cuve pour le séparer par décantation de ses bourbes, puis on soutire le jus clair (débourbage). La fermentation alcoolique débute sous l'action de levures indigènes ou de levures sélectionnées introduites lors du levurage : cette opération transforme le sucre du raisin (fructose) en alcool (éthanol). La maîtrise de la température de fermentation par un système de réfrigération (par exemple des cuves en inox thermo-régulées) permet de mieux conserver les arômes primaires. La fermentation achevée, le vin est de nouveau soutiré afin d'éliminer les lies.
La coloration du moût nécessite une macération du grain de raisin dans le jus ; le plus souvent seule la pellicule comporte les anthocyanes colorantes. Dans le cas du vin rosé, la macération ne dure que quelques heures puis elle est interrompue dès que la couleur désirée est atteinte. La suite de la vinification se fait de la même manière que pour la vinification en blanc. Dans le cas du vin rouge, la macération dure le temps de la fermentation alcoolique. Outre la couleur, elle permet de solubiliser les tanins. Le pressurage intervient à ce moment-là pour séparer le vin du marc de raisin. Le vin subit alors la fermentation malolactique, qui transforme l'acide malique en acide lactique, d'où une désacidification du vin (elle arrondit le vin, le rend plus souple et moins âpre).
Finalement, le côtes-de-gascogne, qu'il soit blanc, rosé ou rouge, doit avoir un titre alcoométrique volumique minimum de 10 % vol. pour les vins chaptalisés et de 9,0 % vol. pour les vins non enrichis. La teneur en anhydride sulfureux (SO2) maximale autorisée est de 150 mg/l pour les vins rouges, de 175 mg/l pour les blancs ou les rosés et de 200 mg/l pour les vins doux,. Dans le cas des vins de raisins surmûris blancs, réalisés avec du gros manseng ou du petit manseng, la fermentation est souvent arrêtée par le vinificateur en tuant les levures par le froid (en faisant baisser la température de la cuve à environ 5 °C) : les sucres fermentescibles restant font du jus un vin blanc moelleux, sans être lourd en termes d'alcool (dont la proportion est limitée souvent aux alentours de 10,5 % vol.).

### Élevage
Les vins sous l'IGP côtes-de-gascogne sont souvent des vins d'assemblage, en général avec deux cépages différents (par exemple un colombard-sauvignon), ou parfois des vins mono-cépages (par exemple un merlot).
Après la vinification, le vin est soit stocké en cuve (avant vente en vrac ou mise en bouteille) soit plus rarement élevé en barrique de chêne.

### Gastronomie

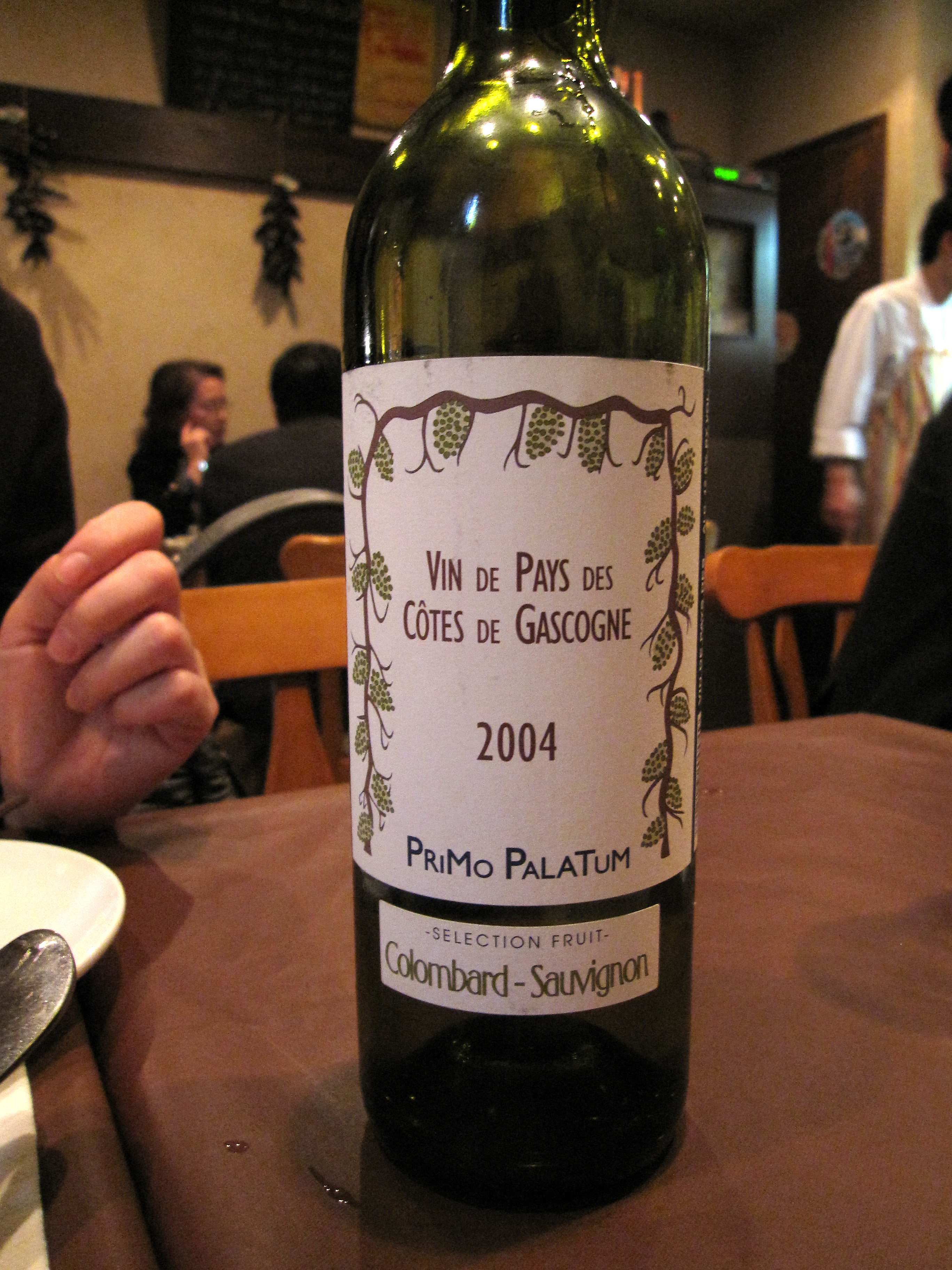
Vin de pays des côtes de Gascogne blanc 2004 « primo palatum » : un assemblage colombard-sauvignon.

Les caractéristiques d'un vin dépendent de son terroir, c'est-à-dire des nuances dans la composition du sol, dans son exposition ou son altitude, des choix fait dans l'encépagement (cépages, porte-greffes, âge, densité, etc.), des variations climatiques au cours d'une année, du travail fait dans les vignes (amendement du sol, labour, taille, désherbage chimique ou fauche, effeuillage, ébourgeonnage, traitements, etc.), du moment choisi pour vendanger, de la façon de vendanger (machine à vendanger ou récolte manuelle, table de tri, éraflage, etc.), de vinifier (levurage, contrôle de la température, etc.), d'assembler (plutôt tel ou tel cépage) et d'élever le vin (en cuve ou en barrique, etc.). Il y a donc une très grande variété de styles parmi les côtes-de-gascogne.
En général, les côtes-de-gascogne blancs sont à boire jeunes, dans l'année pour les blancs secs ou sous deux ou trois ans pour les moelleux, et frais (8 à 10 °C). Ils sont en général particulièrement aromatiques : par exemple un nez et une bouche de « bonbon anglais » pour le colombard en primeur, de fruits à chair blanche (poire ou abricot) voir de fruits exotiques (ananas) pour les petit et gros mansengs en moelleux. Le caractère fruité de ces cépages s'accompagne d'une vivacité (acidité) souvent compensé par leur assemblage avec un cépage plus rond mais moins parfumé (sauvignon ou ugni blanc) : d'où un grand nombre de vins colombard-sauvignon ou colombard-ugni blanc. Tous ces vins blancs conviennent à l'apéritif, les blancs secs peuvent en plus accompagner des poissons grillés, tandis que les moelleux iront aussi avec des desserts à base de fruits.
Les côtes-de-gascogne rouges peuvent être bus dès l'année suivant la vendange, mais quelques cuvées plus soignées ont besoin d'une durée de garde en cave de quelques années (jusqu'à trois ou cinq ans), et d'être servis un peu chambré (18 à 20 °C). Le tannat, le cépage le plus courant, donne des vins tanniques quand le vin est jeune, mais il est souvent associé à des cépages bordelais tel que le merlot ou le cabernet sauvignon qui le rend plus facile à boire. Le nez des côtes-de-gascogne rouges est en général sur les fruits rouges, tandis que la bouche n'est pas très concentrée. Les quelques producteurs qui pratiquent l'élevage en fûts de chêne rajoutent ainsi des notes boisées et vanillées. Ces vins rouges peuvent accompagner un plat de viande (viande blanche, viande rouge, ou gibier) ou des fromages.
Les rosés sont à boire dans l'année suivant la vendange et à servir frais (environ 10 °C). En général, ils sont acidulés et un peu fruités (parfois des fruits rouges ou des agrumes).

## Économie

### Structure des exploitations
Un syndicat des producteurs de vins de pays des Côtes de Gascogne a été fondé le 15 mai 1979, avec comme mission la défense des intérêts collectifs et individuels de ses adhérents. Il compte aujourd’hui plus de 1 400 producteurs.
La polyculture, encore très présente, avec de petites surfaces consacrées à la vigne explique que 1 300 d’entre eux adhèrent à des caves coopératives, et qu'il y ait seulement 150 vignerons indépendants.

### Prix des vignes
Dans la partie gersoise du Bas-Armagnac, où se situe la majorité des vignes servant à la production du vin des côtes de Gascogne, la valeur dominante des vignes est de 11 500 euros par hectare en 2011 (moyenne basse à 6 000 € pour les moins bonnes parcelles ; moyenne haute à 15 000 € pour les meilleures). Ces prix sont inférieurs à ceux des vignes en AOC madiran (dominante à 18 000 €, moyennes de 12 000 à 21 000 €), mais qui restent supérieure au prix local des autres terres agricoles (dédiées au maïs ou au tournesol) qui est de 4 620 euros par hectare en 2011 dans le Bas-Armagnac (moyenne basse à 1 790 € pour les endroits les moins fertiles ; moyenne haute à 7 350 € pour les bords de cours d'eau faciles à irriguer et aux sols légers).

### Commercialisation
Avec près de 700 000 hectolitres agréés en blanc par an, le Gers conserve sa place de premier producteur d’IGP blanc de France. Toutes couleurs confondues, il se classe au 4e rang national des départements producteurs d’IGP (derrière l'Hérault, l'Aude et le Gard). Depuis de nombreuses années, le volume des vins des côtes de Gascogne augmente régulièrement (croissance de 5 % par an). Les volumes déclarés représentent un potentiel commercial annuel de plus de 100 millions de bouteilles.
Avec près de 80 % du volume produit en blanc, 10 % de rouge et 10 % de rosé, le Gers occupe une position particulière dans le vignoble du Sud-Ouest de la France, zone majoritairement tournée vers la production de vins rouges.
L'exportation est le secteur commercial le plus important puisque 70 % des volumes commercialisés sont exportés vers le Royaume-Uni, l’Allemagne, le Benelux, la Scandinavie, les États-Unis, le Canada et l’Asie. Le côtes-de-gascogne blanc est le vin blanc français le plus exporté à travers le Monde.